# Balggesklifrivier
Balggesklifrivier (Bálggesgorsajohka) is een rivier die stroomt in de Zweedse  gemeente Kiruna. De rivier ontvangt haar water op de westelijke hellingen van de Balggesberg (Balggescohka). Ze stroomt naar het westen en stroomt dan over de Balggesklif, blijft naar het westen stromen en stroomt de Tjalmerivier in. Ze is circa 3 kilometer.
Afwatering: Balggesklifrivier → Tjalmerivier → (Torneträsk) → Rautasrivier → Torne → Botnische Golf